# Condena de amor
Condena de amor (Aşkın Kıyameti en su idioma original) es una película turca dramática y romántica producida por BKM Film, estrenada en Netflix el 20 de junio de 2022, dirigida por Hilal Saral, escrita por Yılmaz Erdoğan y protagonizada por Pınar Deniz, Boran Kuzum y Yiğit Kirazcı .

## Reparto y personajes
- Pinar Deniz - Lydia / Banu
- Boran Kuzum - Firat
- Yigit Kirazci - Yusuf
- Musa Uzunlar - Behcet
- Seda Turkmenistán - Melda
- Zeynep Tokuş - Profesora de yoga
- Kubilay Karslioglu - Sami
- Gurhan Altundasar - Serhat
- Orçun İynemli - İrfan
- Burcu Almeman - Clima

## Sinopsis
Después de que su agencia de publicidad quiebra, un Firat endeudado se enamora de una cantante en un retiro de yoga y se une a ella en un viaje de autorrealización.

## Fuente
1. ↑  «BKM Productora».
2. ↑  «Boran Kuzum ve Pınar Deniz'li "Aşkın Kıyameti"nden İlk Fragman». Beyazperde (web sitio) (en turco). Archivado desde el original el 6 de junio de 2022. Consultado el 6 de junio de 2022.
3. ↑  «Aşkın Kıyameti konusu nedir, oyuncuları kimler? Aşkın Kıyameti Netflix'e ne zaman gelecek?». Akşam (periódico) (en turco). Consultado el 6 de junio de 2022.
4. ↑  «Netflix'in yeni yerli filmi 'Aşkın Kıyameti'nden ilk tanıtım». Gazete Duvar (en tr-TR). 24 de mayo de 2022. Archivado desde el original el 24 de mayo de 2022. Consultado el 6 de junio de 2022.